# Julos Beaucarne
Julos Beaucarne (Écaussinnes, 27 de junio de 1936-Beauvechain, 18 de septiembre de 2021) fue un artista belga (narrador, poeta, actor, escritor, cantante, escultor), cantando en francés y valón.  Vivió en Tourinnes-la-Grosse, en el Brabante Valón (Bélgica). Uno de sus papeles actorales fue el de "Padre Jacques" en Le Mystère de la chambre jaune y Le Parfum de la dame en noir. El primer sencillo de Beaucarne se grabó en 1964. Desde entonces produjo varios álbumes.

## Biografía
En 1964, grabó su primer sencillo y su primer LP Julos chante Julos, publicado en 1967. Desde entonces, produjo alrededor de un álbum cada dos años. Estos incluyen L'enfant qui veut vider la mer (1968), Julos chante pour vous (1969), Chandeleur 75 (1975), Les communiqués colombophiles (1976), Julos au Théâtre de la ville (1977), La p'tite gayole (1981), Chansons d'amour (2002), un álbum doble con Barbara Alcántara entregado a la finca de Wahenge, sitio de las pagodas postindustriales cerca del pueblo donde vivía, y dos CD donde canta poemas que puso música. Estos álbumes van desde collages de canciones, poemas recitados, monólogos humorísticos, hasta "sonidos de recuperación y clips de voz". Cada álbum era más una atmósfera que un concepto que refleja un estado de ánimo que mezcla revuelta (lettre à Kissinger, Bosnia y Herzegovina), ternura (Y Vaut Meyeu S'bêtchi), humor (Pompes funèbres) y la vida cotidiana, como su La voz del vecino en los "comunicados colombophiles" (sueltas de palomas). Rechazó el estrellato, tenía su propia editorial, discos y libros (Editorial Louise-Hélène France). Continuó viviendo en su pueblo de Tourinnes-la-Grosse en Valonia y habló solo en el foro de su sitio web.
El asesinato de su esposa Loulou (Louise-Hélène France) el día de la Fiesta de la Candelaria en 1975, cambió su estilo a uno más humanista. Esa noche escribió una carta abierta analizando la culpabilidad de la sociedad que puso el arma en manos de los asesinos, junto con un llamado a "reforestar el alma humana" con "amor, amistad y persuasión". Después de esta tragedia, viajó, particularmente a Quebec, y fortaleció sus vínculos con la cultura de los cantantes de habla francesa. A la muerte del rey Balduino, fue elegido como símbolo del pueblo belga para cantar un homenaje al difunto rey. Fue nombrado caballero en julio de 2002 por el rey Alberto II. También firmó el Manifiesto por la cultura valona en 1983. Puso poemas en canciones, de autores belgas (especialmente Max Elskamp) y no belgas, que dieron origen a las canciones "Je ne songeais pas à Rose" (Víctor Hugo), "Je fais souvent ce rêve étrange" (Paul Verlaine).Interpretó al "Padre Jacques" en El misterio de la habitación amarilla y Le Parfum de la dame en noir. En 2012, interpretó el papel del padre de Prudence en Associés contre le crime. 

## Discografía
- 1967: Julos chante Julos
- 1968: L'enfant qui veut vider la mer
- 1969: Julos chante pour vous
- 1971: Premières chansons
- 1972: Arrêt facultatif
- 1974: Front de libération des arbres fruitiers
- 1975: Chandeleur 75
- 1976: Les Communiqués colombophiles
- 1976: Julos chante pour les petits et les grands
- 1978: Mon terroir c'est les galaxies
- 1979: Le Vélo volant
- 1980: Le Chanteur du silence
- 1981: La P'tite Gayole (album)|La P'tite Gayole
- 1981: L'Univers musical (1) (álbum instrumental)
- 1982: L'Hélioplane
- 1984: L'avenir a changé de berceau
- 1986: L'Ère vidéo-chrétienne
- 1986: Contes, comptines et ballades
- 1989: L'univers musical (2) (álbum instrumental)
- 1990: 9/9/99, monde neuf
- 1993: Tours, temples et pagodes post-industriels
- 1997: Vingt ans depuis quarante ans
- 2000: Co n' rawète
- 2006: Le Jaseur Boréal
- 2012: Le Balbuzard fluviatile